# Bryothinusa cameroni
Bryothinusa cameroni är en skalbaggsart som först beskrevs av Fauvel 1904.  Bryothinusa cameroni ingår i släktet Bryothinusa och familjen kortvingar. Inga underarter finns listade i Catalogue of Life.